# 上波哈康 (新澤西州)
上波哈康（英語：Upper Pohatcong）是位於美國新澤西州沃倫縣的普查規定居民點。

## 人口
根據2020年美國人口普查的數據，上波哈康的面積為1.67平方千米，皆為陸地。當地共有人口1714人，而人口密度為每平方千米1,026.35人。